# Ray Harryhausen
Raymond Frederick Harryhausen, dit Ray Harryhausen, (29 juin 1920 - 7 mai 2013) est un concepteur d'effets spéciaux américano-britannique, célèbre pour avoir substantiellement développé et amélioré une forme d'animation en volume appelée « Dynamation »(et plus communément appelé "Stop Motion", y compris en France). Il commence sa carrière à la fin des années 1940 avec Monsieur Joe auprès de son mentor Willis O'Brien (qui remporte pour l'occasion l'Oscar des meilleurs effets visuels). Il entame ensuite une longue collaboration avec le producteur Charles H. Schneer et connaît de grands succès avec, entre autres, Le Septième Voyage de Sinbad (1958), son premier film en couleur, et Jason et les Argonautes (1963), et sa scène mythique du combat avec des guerriers squelettes.
Au début des années 1980, son savoir-faire devient cependant désuet en raison de l'arrivée des effets spéciaux numériques et de la concurrence de l'animatronique beaucoup plus rapide à produire. Avec Schneer, tous deux âgés de 60 ans, ils décident de quitter le cinéma mais non sans un dernier film qui constituera l'apogée de leur art et de leur collaboration. Ils choisissent de retourner vers le récit fantastique avec le mythe de Persée contre Méduse. Fort d'un budget élevé, avec des acteurs connus à l'affiche et la collaboration d'animateurs reconnus comme Jim Danforth (en), Le Choc des Titans sort en 1981, le même jour que Les Aventuriers de l'arche perdue, ce qui ne l'empêche pas de devenir un succès commercial et critique, et Schneer et Harryhausen tirent leur révérence.
Son style innovant d'effets spéciaux dans les films a inspiré de nombreux réalisateurs. En novembre 2016, le British Film Institute a compilé une liste de ces cinéastes actuels qui prétendent avoir été inspirés par Harryhausen, avec notamment Steven Spielberg, Peter Jackson, Joe Dante, Tim Burton, Nick Park, James Cameron, et Guillermo del Toro, ainsi que George Lucas, John Lasseter, John Landis, Henry Selick, J. J. Abrams et Wes Anderson.
Il est récompensé en 1991 aux Oscars techniques par le prix Gordon E. Sawyer pour ses « contributions technologiques qui ont fait honneur à l'industrie ». Lors de sa présentation, l'acteur Tom Hanks, alors maître de cérémonie, déclare : « Certaines personnes citent Casablanca ou Citizen Kane. [...] Je dis que Jason et les Argonautes est le plus grand film jamais réalisé ».

## Biographie

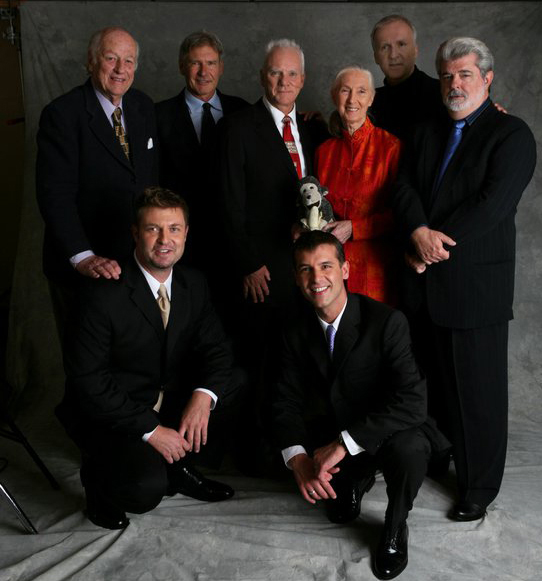
Ray Harryhausen (en haut à gauche) lors du Jules Verne Festival à Los Angeles en 2006 aux côtés de Harrison Ford, Malcolm McDowell, Jane Goodall, James Cameron, et George Lucas.

### Débuts (1941-1947)
La première de King Kong dont les trucages sont réalisés par Willis O'Brien scelle la vocation du jeune Ray Harryhausen âgé alors de treize ans. Il développe dès lors ses premiers projets personnels (Cave Bear et Evolution of the World), se passionnant pour la reconstitution d'animaux préhistoriques. Un heureux hasard veut qu'il puisse montrer ses premiers travaux (des Dinosaures en pâte à modeler) à Willis O'Brien (également considéré comme le père de l'intégration d'animation en volume avec des prises de vues réelles, comme le prouve notamment son travail sur Le Monde Perdu) qui l'encourage. Il étudie ensuite les arts dramatiques, la photographie et la sculpture, puis la réalisation artistique et le film. C'est à cette époque qu'il se lie d'amitié avec Ray Bradbury.
En 1941, il montre ses travaux à George Pal, l'animateur, qui l'engage comme assistant sur la série des Puppetoons. Pendant la Seconde Guerre mondiale, Harryhausen est incorporé à l'unité de Frank Capra dans l'Army Signal Corp.
En 1945, il réalise des épisodes pour une série de contes de fées, Mother Goose Stories, qui trouvent un débouché dans les milieux scolaires et éducatifs. Il est aidé de sa mère pour les costumes et de son père pour la fabrication des accessoires et des armatures.

### Premiers travaux sur des longs-métrages (1947-1955)
En 1947, Willis O'Brien l'engage pour être l'un de ses deux assistants sur le tournage de Monsieur Joe et lui laisse l'essentiel de l'animation du Gorille. La qualité du travail développé, aussi bien en termes d'animation que d'intégration, montre clairement que Harryhausen a dès lors le talent et la maturité pour développer des projets personnels au cinéma. Cette nouvelle étape se fait sans O'Brien qui n'arrive rapidement plus à concrétiser aucun projet.
En 1953, Harryhausen signe les effets spéciaux de Le Monstre des Temps Perdus (The Beast from 20,000 Fathoms) d'Eugène Lourié. Harryhausen y poursuit son travail d'intégration d'animation image par image avec des plans d'acteurs dans des décors réels. Ce film constitue son premier succès personnel.

### Les années Charles H. Schneer (1955-1980)
En 1955, Harryhausen rencontre Charles H. Schneer. Leur collaboration dure plus de 25 ans, Schneer s'occupant de la production, Harryhausen des aspects techniques (et parfois participe à la conception de l'histoire). Douze des quinze films que Harryhausen signe sont produits par Schneer avec quelquefois Harryhausen comme coproducteur.
Le Monstre Vient de la Mer (It Came from Beneath the Sea) est un coup d'essai pour lequel Schneer espère profiter visiblement du succès du Monstre des temps perdus, le film développant une thématique très similaire. Le second, Les Soucoupes Volantes Attaquent (Earth vs. the Flying Saucers), réalisé par Fred F. Sears en 1956, donne à Harryhausen l'occasion d'élargir sensiblement l'étendue de son travail qui va dès lors au-delà de la simple animation de modèle pour englober l'ensemble des trucages optiques possibles (illustration des champs de force, lasers, scène de destruction massive).
Avec Le Septième Voyage de Sinbad (1958), premier film de la trilogie Sinbad, son travail est en outre sublimé par la couleur (premier long métrage couleur en Dynamation) et la musique de Bernard Herrmann. Ces films issus de cette collaboration avec le compositeur attitré d'Alfred Hitchcock restent les plus aboutis.

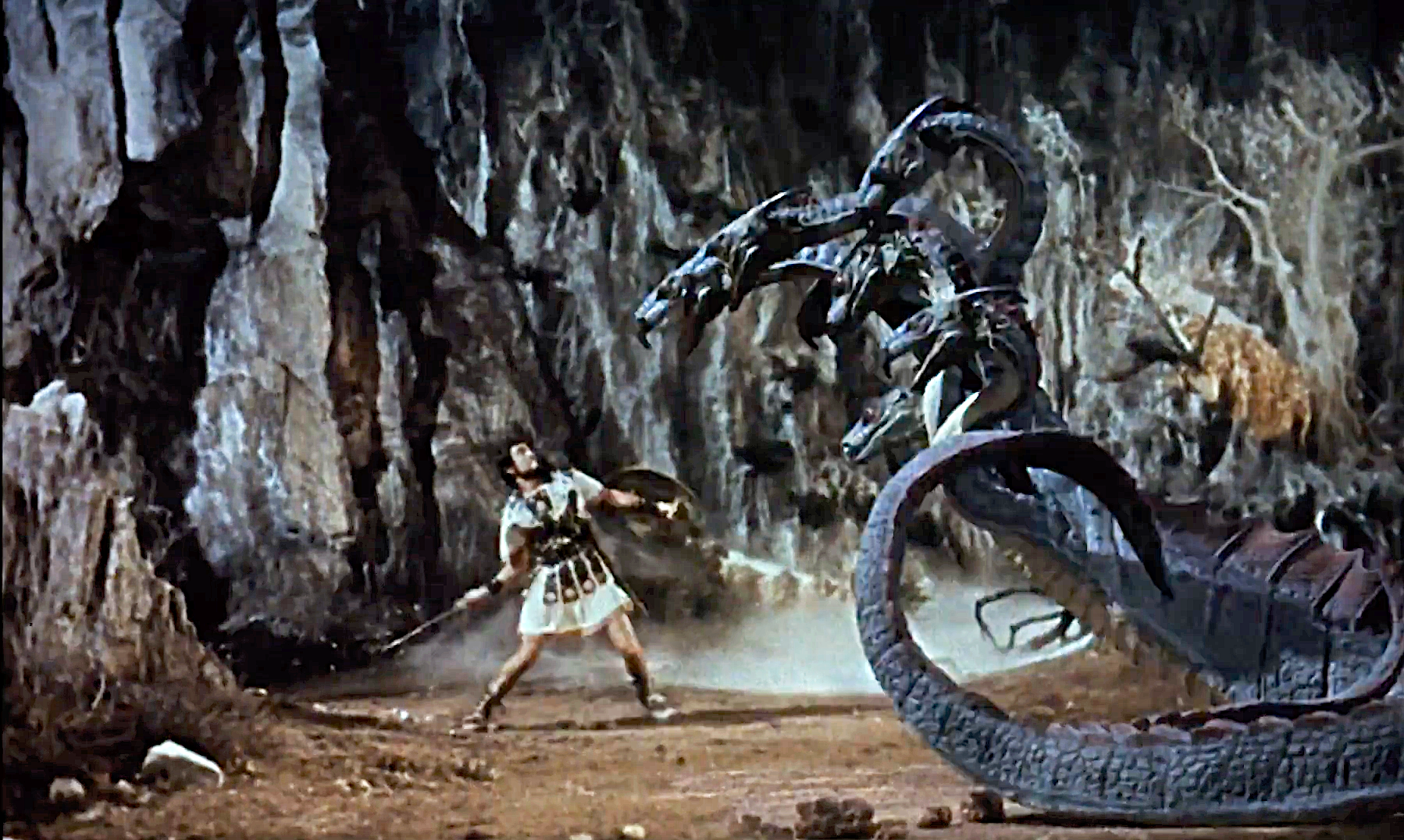
L'une des scènes de Jason et les Argonautes, où Jason combat l'Hydre.

Il développe ou améliore encore, pendant cette période, ses techniques d'animation et d'incrustation des miniatures avec des prises de vue en action réelle, procédés auxquels il convient désormais d'attribuer des noms toujours plus « fantastiques » (Dynamation, Superdynamation…).
En 1960, il s'installe finalement à Londres, en raison de la proximité géographique avec la péninsule ibérique, qui offre énormément de décors naturels pour le tournage de ses futurs films.
Fort du succès qu'ils rencontrent, Schneer et Harryhausen poursuivent leur conquête de l'imaginaire et du fantastique avec Jason et les Argonautes (1963), Les Premiers Hommes dans la Lune (1964), La Vallée de Gwangi (1969), les deux derniers films de la trilogie Sinbad (Le Voyage Fantastique de Sinbad en 1973 et Sinbad et l'Œil du Tigre en 1977) avec lesquels Schneer aspire à renouer avec un vrai succès commercial.
Le Choc des Titans (1981) constitue la dernière tentative de Ray Harryhausen pour réanimer un genre que l'on considère alors moribond. Fort d'un budget élevé et d'un appui sérieux des studios, ce film est à la fois le film testament et le film dit de prestige de la carrière de Harryhausen. Devant l'étendue du travail à fournir, Harryhausen sollicite pour l'occasion le talent d'autres animateurs avec lesquels il partage à regret son travail.

## Plus qu'un maître de l'animation

### Un artiste complet
Le travail de Ray Harryhausen ne se réduit pas à la seule animation de modèle. Premièrement, par ses apports importants aux techniques de l'animation et particulièrement à celui de l'intégration dans des séquences de prise de vue réelles, et ce, avec des interactions toujours plus poussées. Les divers procédés de Dynamation avec leur principe de cache et d'expositions successives de la pellicule, ainsi que ses recherches sur la lumière et la photographie.
Harryhausen est l'artisan total de la réalisation de ces séquences. De leur conception sur papier (les illustrations et story-board), des premiers modèles réels sculptés par l'artiste lui-même, jusqu'à la localisation des extérieurs et supervision des prises de vue avec les acteurs. Et pour finir, les réglages précis des lumières pour combiner l'ensemble des éléments et le montage des séquences elle-même.

### Le procédé Dynamation
L'apport le plus significatif de Harryhausen au domaine du trucage cinéma restera l'élaboration d'une nouvelle technique de combinaison des prises de vue réelle et de miniatures, technique dont il aura un usage presque exclusif au cinéma et qu'il ne cessera d'affiner. Le principe est de renforcer l'effet d'intégration en distribuant des éléments de la prise de vue réelle en avant et en arrière-plan de celui de l'objet animé. Soit en plus clair, donner la possibilité à l'animateur de faire passer l'élément animé devant ou derrière des éléments choisis de la prise de vue réelle.
La technique traditionnelle utilisée jusqu'alors se « résumait » à filmer la miniature devant une rétro-projection de la prise de vue réelle (la marionnette est photographiée devant un écran semi opaque sur lequel est projetée en synchronisation (image par image), par l'arrière, la prise de vue réelle). Cette technique poussait naturellement la miniature en premier plan. Pour atténuer cet effet, les techniques employées étaient alors soit l'ajout de miniatures complétant ou reproduisant l'arrière-plan (ex : des arbres miniatures devant un arrière-plan de forêt derrière lequel le personnage animé peut alors passer), soit l'emploi d'un cache sous la forme d'une peinture sur verre en premier plan (matte painting). Ce sont les techniques employées dans le premier King Kong.
L'idée de Harryhausen fut de simplifier la prise de vue et de minimiser le coût en exploitant en substitution à ces deux techniques précédentes l'ancestrale technique de la double exposition avec cache (déjà utilisée par Méliès !). Le film est exposé deux fois, les portions de l'image déjà exposées étant masquées par un cache noir placé entre le sujet et l'objectif. Ce qui donne dans la pratique pour la Dynamation, l'exécution de l'animation devant la rétro-projection avec un cache masquant toutes les portions de la prise de vue réelle que l'on désire ramener en premier plan. Puis, une seconde exposition du film obtenu devant la  rétro-projection seule avec cette fois-ci pour cache le complémentaire du cache précédent afin d'imprimer sur la pellicule le premier plan sur les portions encore non exposées de celle-ci.
Dans la pratique, Harryhausen avait régulièrement recours à des expositions complémentaire de la pellicule pour l'ajout d'effets de lumière ou effets atmosphériques (feu, fumée…).

## Les héritiers
À l'aube des années 1990, l'avenir de l'animation en volume intégrée à des prises de vue réelles fut définitivement scellé devant la démonstration convaincante du potentiel de l'animation calculée. Jurassic Park (sur lequel Harryhausen fut consultant à titre honorifique) sonna comme une oraison funèbre.
L'animation en volume pure connut en revanche un regain d'intérêt considérable porté par le travail de fond des studios Will Winton aux États-Unis et Aardman Animation en Angleterre au travers de courts, clips ou films publicitaires. Ce fut cependant le retour au format long qui concrétisa cet élan avec L'Étrange Noël de Monsieur Jack de Henry Selick, accompagné durant la même période par une première exploitation commerciale en salle d'une sélection des films Aardman, incluant les travaux multi-oscarisés de l'incontournable Nick Park.
Une référence à Ray Harryhausen est présente dans le film d'animation Monstres & Cie : le nom du restaurant où Bob invite sa copine Celia au début du film, repas avorté lorsque Sulli débarque en catastrophe, est Harryhausen. On le voit sur l'enseigne et sur les cartes.
Une autre référence apparait dans le film Les Noces funèbres de Tim Burton : la marque du piano sur lequel joue Victor au début du film n'est autre que Harryhausen. On peut la voir sur la plaque en métal habituellement réservée à cet effet.
À la fin du clip Worried About Ray de The Hoosiers est indiqué « inspired by the films of Ray Harryhausen » (inspiré par les films de Ray Harryhausen).
Evil Dead III, dont les nombreuses créatures squelettiques sont animées en stop-motion, constitue en grande partie un hommage aux travaux de Harryhausen.
Le film Pacific Rim lui est dédié.

## Filmographie

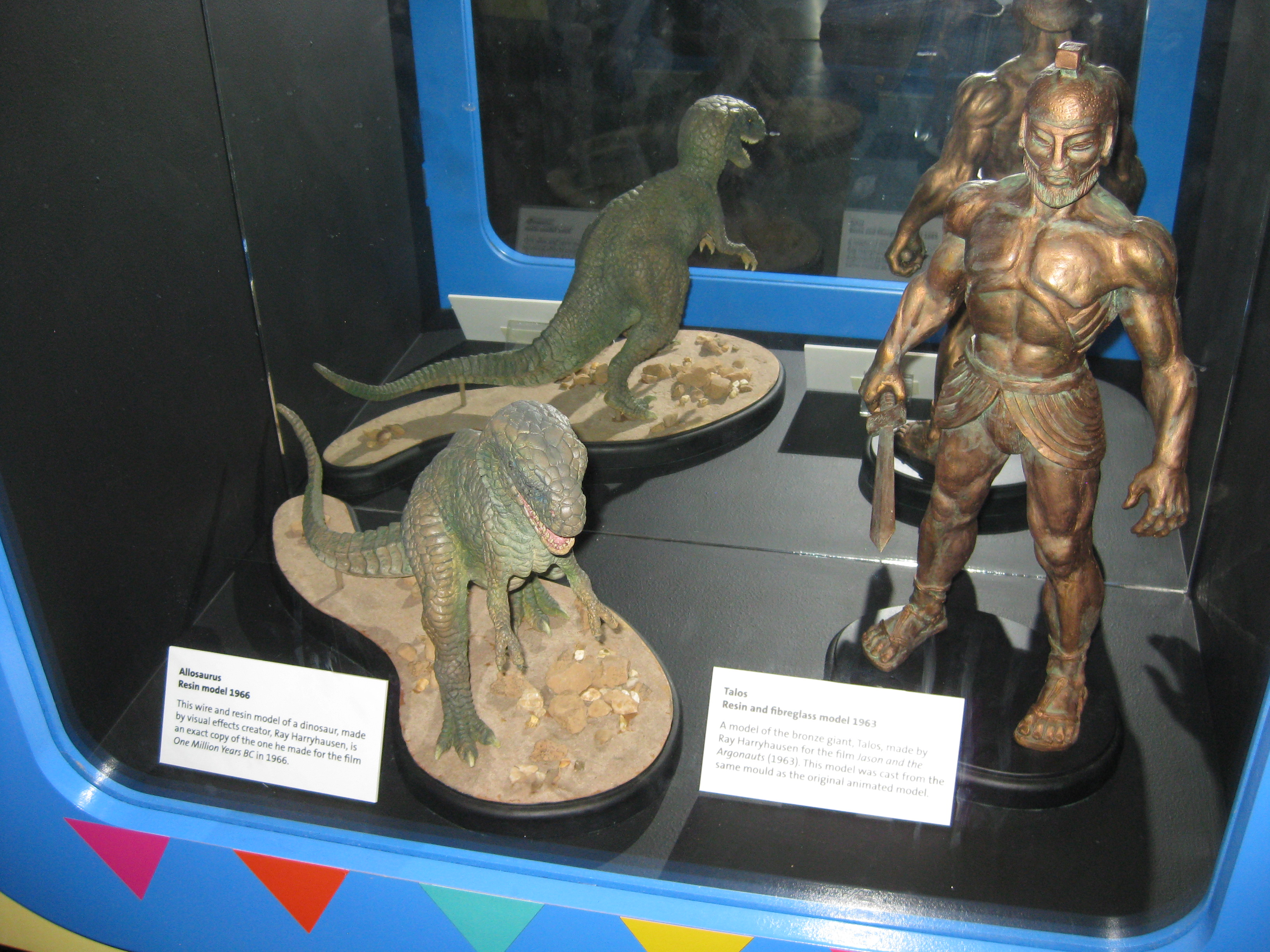
Deux des modèles animés par Harryhausen : un allosaure dans Un Million d'Années avant J.C. et le colosse Talos dans Jason et les Argonautes.

### Comme concepteur d'effets spéciaux / créateur des effets spéciaux visuels
- 1942 : Tulips Shall Grow (chef-animateur, non crédité)
- 1949 : Monsieur Joe (Mighty Joe Young) (premier technicien)
- 1953 : Le Monstre des Temps Perdus (The Beast from 20,000 Fathoms) (effets d’animation)
- 1955 : Le Monstre Vient de la Mer (It Came from Beneath the Sea)
- 1956 : Les Soucoupes Volantes Attaquent (Earth vs. the Flying Saucers) (effets spéciaux, non crédité)
- 1957 : À des Millions de Kilomètres de la Terre (20 Million Miles to Earth)
- 1957 : Le 27e jour (The 27th Day) de William Asher
- 1958 : Le Septième Voyage de Sinbad (The 7th Voyage of Sinbad)
- 1960 : Les Voyages de Gulliver (The 3 Worlds of Gulliver)
- 1961 : L'Île Mystérieuse (Mysterious Island)
- 1963 : Jason et les Argonautes (Jason and the Argonauts)
- 1964 : Les Premiers Hommes dans la Lune (First Men in the Moon)
- 1966 : Un Million d'Années avant J.C. (One Million Years B.C.)
- 1969 : La Vallée de Gwangi (The Valley of Gwangi)
- 1973 : Le Voyage Fantastique de Sinbad (The Golden Voyage of Sinbad)
- 1977 : Sinbad et l'Œil du Tigre (Sinbad and the Eye of the Tiger)
- 1981 : Le Choc des Titans (Clash of the Titans)

### Comme animateur
- 1942 : How to Bridge a Gorge (animateur)
- 1946 : The Storybook Review (animateur)
- 1949 : The Story of "Little Red Riding Hood" (animateur)
- 1956 : Earth vs. the Flying Saucers (effets spéciaux photographiques et d’animation)
- 2002 : The Story of "The Tortoise & the Hare" (animateur)

### Comme producteur
- 1942 : How to Bridge a Gorge
- 1946 : The Storybook Review
- 1949 : The Story of "Little Red Riding Hood"
- 1951 : The Story of "Rapunzel"
- 1951 : The Story of "Hansel and Gretel"
- 1953 : The Story of King Midas
- 1958 : Le Septième voyage de Sinbad (The 7th Voyage of Sinbad)
- 1963 : Jason et les Argonautes (Jason and the Argonauts)
- 1964 : Les Premiers Hommes dans la Lune (First Men in the Moon)
- 1969 : La Vallée de Gwangi (The Valley of Gwangi)
- 1973 : Le Voyage fantastique de Sinbad (The Golden Voyage of Sinbad)
- 1977 : Sinbad et l'œil du tigre (Sinbad and the Eye of the Tiger)
- 1981 : Le Choc des Titans (Clash of the Titans)
- 2002 : The Story of "The Tortoise & the Hare"
- 2005 : Ray Harryhausen: The Early Years Collection (vidéo)

### Comme réalisateur
- 1942 : How to Bridge a Gorge (non crédité)
- 1946 : The Storybook Review (non crédité)
- 1951 : The Story of "Rapunzel"
- 1951 : The Story of "Hansel and Gretel"
- 1953 : The Story of King Midas (non crédité)
- 2002 : The Story of "The Tortoise & the Hare"
- 2005 : Ray Harryhausen: The Early Years Collection (vidéo)

### Comme acteur
- 1957 : À des millions de kilomètres de la Terre (20 Million Miles to Earth) : un visiteur du zoo de Rome
- 1985 : Drôles d'espions (Spies Like Us) : Dr. Marston
- 1994 : Le Flic de Beverly Hills 3 (Beverly Hills Cop III) : un client du bar où Axel Foley vient téléphoner
- 1998 : Mon ami Joe (Mighty Joe Young) : un invité dans une fête
- 2003 : Elfe (Elf) : un ourson polaire (voix)
- 2010 : Cadavres à la pelle (Burke and Hare) : le docteur distingué

## Documentaire
- 2012 : Ray Harryhausen : Le Titan des effets spéciaux, réalisé par Gilles Penso (France/Royaume-Uni)

## Publications
- (en) Ray Harryhausen et Tony Dalton, Ray Harryhausen : an animated life : adventures in fantasy, Londres, Aurum, 2009 (1re éd. 2003), 240 p. (ISBN 978-1-84513-501-0)
- (en) A century of model animation : from Méliès to Aardman (en collaboration avec Tony Dalton), Aurum Press, London, 2008, 240 p.  (ISBN 9781845133672) (OCLC 236120426)
- (en) The art of Ray Harryhausen (en collaboration avec Tony Dalton, avec une préface de Peter Jackson), Aurum, London, 2005, 230 p.  (ISBN 9781845137120)